# 사냥 (2016년 영화)
"사냥"은 2016년에 개봉한 대한민국의 영화이다.

## 캐스팅
- 안성기 : 문기성 역
- 조진웅 : 박동근 / 박명근 역
- 한예리 : 김양순 역
- 권율 : 맹준호 실장 역
- 박병은 : 엽사 곽종필 역
- 한재영 : 엽사 김창식 역
- 김윤성 : 엽사 손기욱 역
- 조대희 : 엽사 이필호 역
- 진선규 : 김중현 (양순 부) 역
- 심이영 : 이금자 (양순 모) 역
- 허준석 : 김 경장 역
- 차순배 : 엽사 최병순 역
- 예수정 : 노파 (중현 모) 역
- 신동미 : 문정숙 역
- 요엘 리 : 조무래기 역
- 양서연 : 어린 양순 역
- 이상화 : 영수형님 역
- 이해영 : 문대국 역 (우정출연)
- 손현주 : 손 반장 역 (특별출연)